# Manuel Azamor y Ramírez
Manuel Azamor y Ramírez fue obispo de Buenos Aires entre 1788 y 1796.

## Biografía
Nació en Villablanca, Provincia de Huelva, el 22 de octubre de 1733, hijo de Domingo Azamor y de Sebastiana Ramírez. En 1756 ganó una beca en el Colegio de la Purísima Concepción de Osuna, continuando luego sus estudios en la Universidad de esa ciudad, obteniendo los grados de bachiller, licenciado y, en 1765, el doctorado en Teología y en ambos derechos.
Fue ordenado sacerdote en 1768. Abogado en la Real Audiencia de Sevilla, se desempeñó también como catedrático de leyes y juez canciller de la Universidad de Sevilla. Pasó luego como canónigo y abad de la iglesia colegial y tesorero de la Catedral de Cádiz.

## Obispado de Buenos Aires
El 20 de diciembre de 1784 fue elegido por el rey Carlos III de España para ocupar la sede episcopal de Buenos Aires, nombramiento que fue confirmado por el papa Pío VI el 27 de junio de 1785. Fue consagrado obispo en Cádiz el 15 de octubre de 1786 y partió a Buenos Aires, arribando a Montevideo donde el 16 de abril de 1788 dio poder al deán Pedro Ignacio Picazarri para que tomara posesión de la diócesis hasta que lo hiciera personalmente, lo que finalmente tuvo lugar el 10 de mayo de 1788.
Tras la partida de su antecesor, entre el 13 de febrero de 1784 y el 16 de abril de 1788 la diócesis había sido gobernada por el arcediano José Miguel de Riglos, sobre quien ejerció gran influencia el canónigo Juan Baltasar Maciel.
En Buenos Aires se alojó en un local del Seminario, al encontrarse la casa episcopal en estado ruinoso. Allí viviría hasta su muerte. 
Inició su obispado requiriendo informes a los párrocos acerca de las licencias otorgadas durante el período de la sede vacante. 
Continuó auxiliando la tarea de la beata María Antonia de la Paz y Figueroa en la promoción de los ejercicios espirituales de San Ignacio alentándola a extender su iniciativa a Montevideo.  Consiguió cerrar el conflicto en el monasterio de las monjas capuchinas que escandalizaba a la comunidad desde el  obispado de Manuel Antonio de la Torre.
Con la intención de ordenar las finanzas de la diócesis fijó las cantidades de dinero que debían recibir los curas anualmente y pidió a los aspirantes al sacerdocio que procuraran una capellanía para su manutención.
Estableció exámenes de teología moral y de retórica para los clérigos, y dispuso que se concursaran las vacantes de los curatos para que en las oposiciones los candidatos se esforzaran en mejorar su formación. 
En 1790, por motivos de salud, los médicos recomiendan a Azamor las “aguas curativas del río Negro”, en la Banda Oriental. El obispo aprovecha la circunstancia para investigar las acusaciones del Cabildo de Santo Domingo de Soriano contra el cura Manuel Antonio de Castro y Careaga, que resultaron infundadas. A lo largo de tres meses de permanencia, Azamor pudo constatar que los hechos se habían deformado y no había inquietud en el vecindario; más aún, que era justificado el buen concepto que de Careaga tenían sus superiores. Por su parte, el cura pide al obispo que celebre la dedicación de la capilla nueva que ha construido, dedicada a la Virgen de las Mercedes. Azamor preside la ceremonia el 29 de mayo de 1790. La capilla, cuya piedra fundamental había sido colocada en 1788, es el origen de la actual ciudad de Mercedes (Uruguay).
El 25 de marzo de 1791 inauguró la parte interior de la Catedral Metropolitana de Buenos Aires con una solemne procesión con el Santísimo y la imagen de San Martín de Tours, patrono de la ciudad, desde el antiguo templo de la Compañía de Jesús que servía entonces de Iglesia matriz.
Extremadamente culto, Azamor escribió un ensayo titulado "De Tortura", en momentos en que en la península se mantenía una polémica al respecto fundamentalmente entre Alfonso María de Acevedo y Pedro de Castro. Azamor considera que la tortura no solo es injusta sino también inútil: desde la perspectiva del juez es falible, no es confiable por surgir del temor del apremio y no desvanece por tanto los indicios de inocencia o culpa, y desde la perspectiva del reo la no confesión no quita totalmente la infamia. Afirma que "la tortura a semejanza del juez ignorante no distingue entre el culpable y el inocente y aun en el caso de que fuera buena para aquél, siempre es mala para éste".

## La biblioteca
El obispo Azamor legó sus libros para la formación de una biblioteca pública anexa a la Catedral de Buenos Aires. Se trataba de unos 1227 volúmenes, traídos en su mayoría de España, y que fueron alojados por el obispo en una sala que alquiló hasta el mes de su muerte a Cornelio Saavedra existiendo constancia en los archivos de los recibos correspondientes. A la muerte del obispo, en 1796, fueron enviados a los Reales Almacenes. Más tarde,  por no existir lugar en la catedral,  terminaron en un salón del Fuerte salvo los libros considerados "prohibidos" que quedaron en poder de la Iglesia. Al fundarse la Biblioteca Pública de Buenos Aires, que se inauguró en abril de 1812, fueron trasladados a dos salones ubicados junto al Colegio de San Carlos. A partir de 1993, están depositados en la Sala del Tesoro de la Biblioteca Nacional en el barrio Recoleta. 
Se trata de una colección de libros que mayormente tratan de temas espirituales, teológicos y catequesis y algunos filosóficos. Del listado puede deducirse el interés intelectual que tenía un miembro de la iglesia hacia fines del siglo XVIII:

## Muerte
A fines de 1793 su estado de salud se agravó lo que no impidió que a fines de 1795 iniciara la visita pastoral de su extensa diócesis. Pero encontrándose a 40 km al norte de San Antonio de Areco sufrió un ataque cardíaco. En agosto de 1796 su salud empeoró,  falleciendo el 2 de octubre después de 34 días de dolorosa enfermedad. Fue sepultado en la Catedral Metropolitana.